# جارویس کنریک
جارویس کنریک (انگلیسی: Jarvis Kenrick؛ ۱۳ نوامبر ۱۸۵۲ – ۲۹ ژانویهٔ ۱۹۴۹) یک بازیکن فوتبال، و بازیکن کریکت بود. 